# Argonne (Wisconsin)
Argonne è un comune degli Stati Uniti, situato in Wisconsin e in particolare nella Contea di Forest.